# Silicon Graphics
Pour les articles homonymes, voir Silicon.

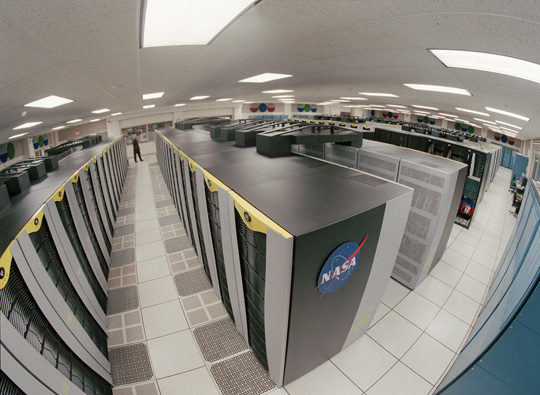
Centre de calcul de la Nasa, équipé de 20 clusters SGI Altix (2004).

Silicon Graphics, Inc.  (SGI) était une société américaine qui construisait des stations de travail (workstations) dédiées aux domaines de l'infographie, de la 3D, du traitement vidéo et du calcul haute performance (HPC).
Outre ses machines connues pour leur design avant-gardiste et coloré, SGI est également à l'origine d'un système d'exploitation Unix propriétaire, nommé IRIX, ainsi que des processeurs de la Nintendo 64.

## Historique
SGI a été fondé en 1982 par James H. Clark, professeur à l'université Stanford.
Les premiers produits étaient des terminaux graphiques basés sur des processeurs Motorola 68000.
SGI a annoncé le 8 mai 2006 sa mise en faillite volontaire en vertu du chapitre 11 de la loi américaine sur les faillites. Les filiales non américaines de SGI ne sont pas concernées par cette décision. L'objectif est de réduire les quelque 250 millions de dollars de dettes de l'entreprise.
À la suite de cette faillite, les anciens locaux de l'entreprise dans la Silicon Valley ont été rachetés par Google.
Depuis cette restructuration, SGI adopte une stratégie axée sur la mise en œuvre de solutions de calcul optimisée grâce à leur savoir-faire historique dans ce domaine.
L'offre SGI est passée des processeurs MIPS/système d'exploitation IRIX à des processeurs Intel (Itanium2 pour l'IA64 et Xeon pour le x86)/système d'exploitation Linux (Suse, Redhat…).
Le 1er avril 2009, SGI a annoncé qu'elle se remettait sous la protection du chapitre 11 et qu'un accord a été trouvé pour le rachat complet de l'entreprise par Rackable Systems pour 25 millions de dollars.
Le 11 août 2016, la société a annoncé son rachat par Hewlett-Packard Enterprise (HPE) pour 275 millions de dollars .

## Ligne des produits SGI

### Produits SGI
Gamme Workstation
- SGI Octane III - Nouvelle station de travail de SGI. Existe sous trois versions : 1-way et 2-way qui sont des solutions "HPC" et une solution Graphic Workstation équipée de carte graphique NVIDIA Quadro ainsi que d'une carte GPGPU NVIDIA Tesla.

Gamme calcul (certifiée RoHS)
- SGI Altix 4700 (châssis lame, interconnexion NUMAlink, remplace Altix 3700)
- SGI Altix 450 (châssis lame, interconnexion NUMAlink, remplace Altix 350)
- SGI Altix XE240 (châssis 2U bi-processeur, pouvant embarquer jusqu'à 32Go de mémoire, vocation d'être nœud maître dans un cluster de calcul)
- SGI Altix XE210 (châssis 1U bi-processeur, pouvant embarquer jusqu'à 32 Go de mémoire, vocation d'être nœud de calcul dans un cluster)
- SGI Altix XE310 (packaging spécifique permettant d'embarquer 2 nœuds bi-processeurs dans un seul châssis 1U)
- SGI ICE 8200 (solution cluster qui a attiré l'attention lors du Supercomputing de juin 2007 en Allemagne par son caractère innovant)

+ logiciels optimisés pour les environnements de calcul
Gamme stockage
- SGI InfiniteStorage 120 (JBOD)
- SGI InfiniteStorage 220 (JBOD, SAN)
- SGI InfiniteStorage 350 (JBOD, SAN)

### Produits SGI passés
- Fuel workstation
- Tezro workstation
- Octane2 workstation
- Origin 350 mid-range server

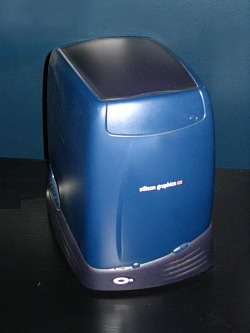
SGI O2.

- Origin 3000 MIPS-based high-end server
- Altix 3000 Itanium-based high-end server
- Onyx4 visualization system
- Linux visualization system
- IRIS series (Motorola 680x0 based workstations and terminals)
- 4D series workstations
- Indigo workstation
- Indy workstation
- Indigo2 workstation
- O2 workstation
- Octane workstation
- Crimson (deskside server)
- Challenge S (desktop server)
- Challenge M (desktop server)
- Challenge DM (deskside server)
- Challenge L (deskside server)
- Challenge XL (bigger version of Challenge L)
- Onyx (deskside and larger workstations)
- Onyx2 (deskside and larger workstations)
- Onyx 3000 (Origin 3000 with graphics hardware)
- Origin 200 mid-range server
- Origin 2000 high-end server